# Свети Атанасий (Доцико)
Вижте пояснителната страница за други значения на Свети Атанасий.
„Свети Атанасий“ (на гръцки: Αγίου Αθανασίου) е възрожденска православна църква, енорийски храм на гревенското пиндско село Доцико (Дуско), Егейска Македония, Гърция.
Църквата е разположена в североизточния край на селото и според надписа над горния праг на главния вход е построена в 1865 година от майстори от Керасово и местните жители. В архитектурно отношение представлява голяма каменна трикорабна базилика с нартекс и открит портик с аркади от южната страна. Покривът първоначално е от каменни плочи.
В храма са запазени много икони на майстори от Самаринската художествена школа. Две икони от 1867 г. – на Исус Христос, подписана „διά χειρός Μιχαήλ και Ιωάννου Αντωνίου σαμαριναίων“ и една друга икона са дело на Йоан Антониу и Михаил от Самарина
В 1987 година църквата е обявена за защитен исторически паметник.